# Alzen
Alzen est une commune française, située dans le département de l'Ariège en région Occitanie.
Localisée dans le nord du département, la commune  fait partie, sur le plan historique et culturel, du Couserans, pays aux racines gasconnes structuré par le cours du Salat (affluent de la Garonne). Incluse dans le parc naturel régional des Pyrénées ariégeoises, la commune possède un patrimoine naturel remarquable composé de trois zones naturelles d'intérêt écologique, faunistique et floristique.
Alzen est une commune rurale qui compte 265 habitants en 2022, après avoir connu un pic de population de 934 habitants en 1831. Elle fait partie de l'aire d'attraction de Foix. Ses habitants sont appelés les Alzenois ou Alzenoises.
Le patrimoine architectural de la commune comprend un immeuble protégé au titre des monuments historiques : la chapelle Sainte-Croix d'Alzen, inscrite en 1995.

## Géographie

### Localisation
- 1Carte dynamique
- 2Carte OpenStreetMap
- 3Carte topographique
- 4Carte avec les communes environnantes

La commune d'Alzen se trouve dans le département de l'Ariège, en région Occitanie.
Elle se situe à 11 km à vol d'oiseau de Foix, préfecture du département, à 27 km de Saint-Girons, sous-préfecture, et à 4 km de La Bastide-de-Sérou, bureau centralisateur du canton du Couserans Est dont dépend la commune depuis 2015 pour les élections départementales.
La commune fait en outre partie du bassin de vie de Foix.
Les communes les plus proches sont : 
Montels (1,7 km), Cadarcet (3,3 km), Nescus (3,3 km), Burret (4,0 km), Serres-sur-Arget (4,4 km), La Bastide-de-Sérou (4,4 km), Le Bosc (4,9 km), Montagagne (5,3 km).
Sur le plan historique et culturel, Alzen fait partie du Couserans, pays aux racines gasconnes structuré par le cours du Salat (affluent de la Garonne), que rien ne prédisposait à rejoindre les anciennes dépendances du comté de Foix.

### Communes limitrophes
| Les communes limitrophes sont La Bastide-de-Sérou, Le Bosc, Burret, Cadarcet, Larbont, Montagagne, Montels, Nescus et Serres-sur-Arget. Les limites communales de Alzen et celles de ses communes adjacentes. | \| Nescus \| La Bastide-de-Sérou \| Montels, Cadarcet \| \| Larbont \| Alzen \| Serres-sur-Arget \| \| Montagagne \| Le Bosc \| Burret \| |                   |
| Nescus | La Bastide-de-Sérou | Montels, Cadarcet |
| Larbont | Alzen | Serres-sur-Arget  |
| Montagagne | Le Bosc | Burret            |

### Climat
Pour des articles plus généraux, voir Climat de l'Occitanie et Climat de l'Ariège.
En 2010, le climat de la commune est de type climat océanique dégradé des plaines du Centre et du Nord, selon une étude s'appuyant sur une série de données couvrant la période 1971-2000. En 2020, Météo-France publie une typologie des climats de la France métropolitaine dans laquelle la commune est exposée à un climat de montagne et est dans la région climatique Pyrénées centrales, caractérisée par une pluviométrie annuelle de 1 000 à 1 200 mm.
Pour la période 1971-2000, la température annuelle moyenne est de 11 °C, avec une amplitude thermique annuelle de 14,9 °C. Le cumul annuel moyen de précipitations est de 902 mm, avec 10,3 jours de précipitations en janvier et 7,3 jours en juillet. Pour la période 1991-2020, la température moyenne annuelle observée sur la station météorologique la plus proche, située sur la commune de La Bastide-de-Sérou à 4 km à vol d'oiseau, est de 11,9 °C et le cumul annuel moyen de précipitations est de 1 091,0 mm,. Pour l'avenir, les paramètres climatiques de la commune estimés pour 2050 selon différents scénarios d'émission de gaz à effet de serre sont consultables sur un site dédié publié par Météo-France en novembre 2022.

### Milieux naturels et biodiversité

#### Espaces protégés
La protection réglementaire est le mode d’intervention le plus fort pour préserver des espaces naturels remarquables et leur biodiversité associée,.
La commune fait partie du parc naturel régional des Pyrénées ariégeoises, créé en 2009 et d'une superficie de 245 973 ha, qui s'étend sur 138 communes du département. Ce territoire unit les plus hauts sommets aux frontières de l’Andorre et de l’Espagne (la Pique d’Estats, le Mont Valier, etc) et les plus hautes vallées des avants-monts, jusqu’aux plissements du Plantaurel.

#### Zones naturelles d'intérêt écologique, faunistique et floristique
L’inventaire des zones naturelles d'intérêt écologique, faunistique et floristique (ZNIEFF) a pour objectif de réaliser une couverture des zones les plus intéressantes sur le plan écologique, essentiellement dans la perspective d’améliorer la connaissance du patrimoine naturel national et de fournir aux différents décideurs un outil d’aide à la prise en compte de l’environnement dans l’aménagement du territoire.
Deux ZNIEFF de type 1 sont recensées sur la commune :
le « massif de l'Arize, versant nord » (12 354 ha), couvrant 23 communes du département, et 
le « massif de l'Arize, zone d'altitude » (15 897 ha), couvrant 26 communes du département
et une ZNIEFF de type 2, : 
le « massif de l'Arize » (42 110 ha), couvrant 40 communes du département.

Carte des ZNIEFF de type 1 et 2 à Alzen.
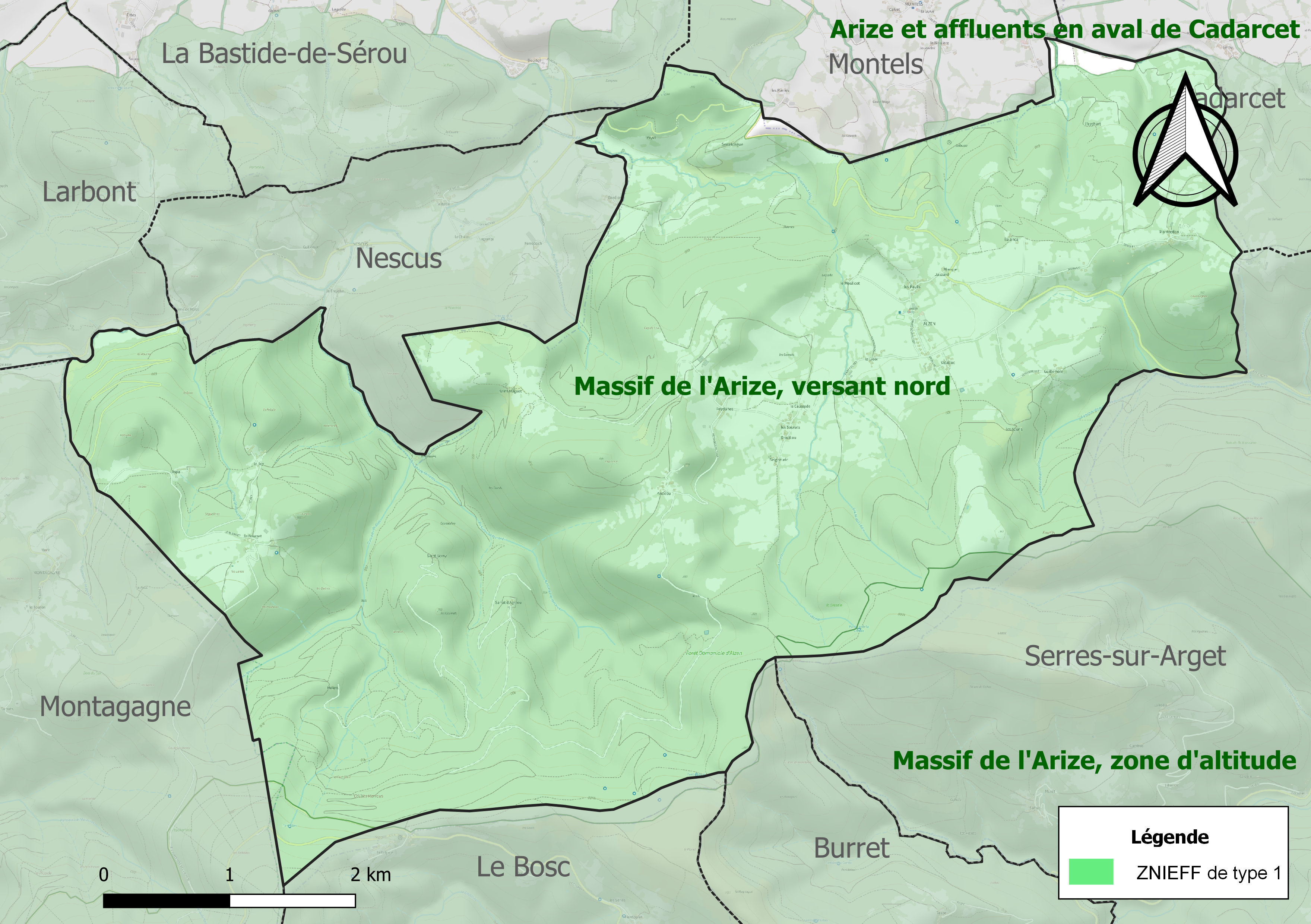
Carte des ZNIEFF de type 1 sur la commune.
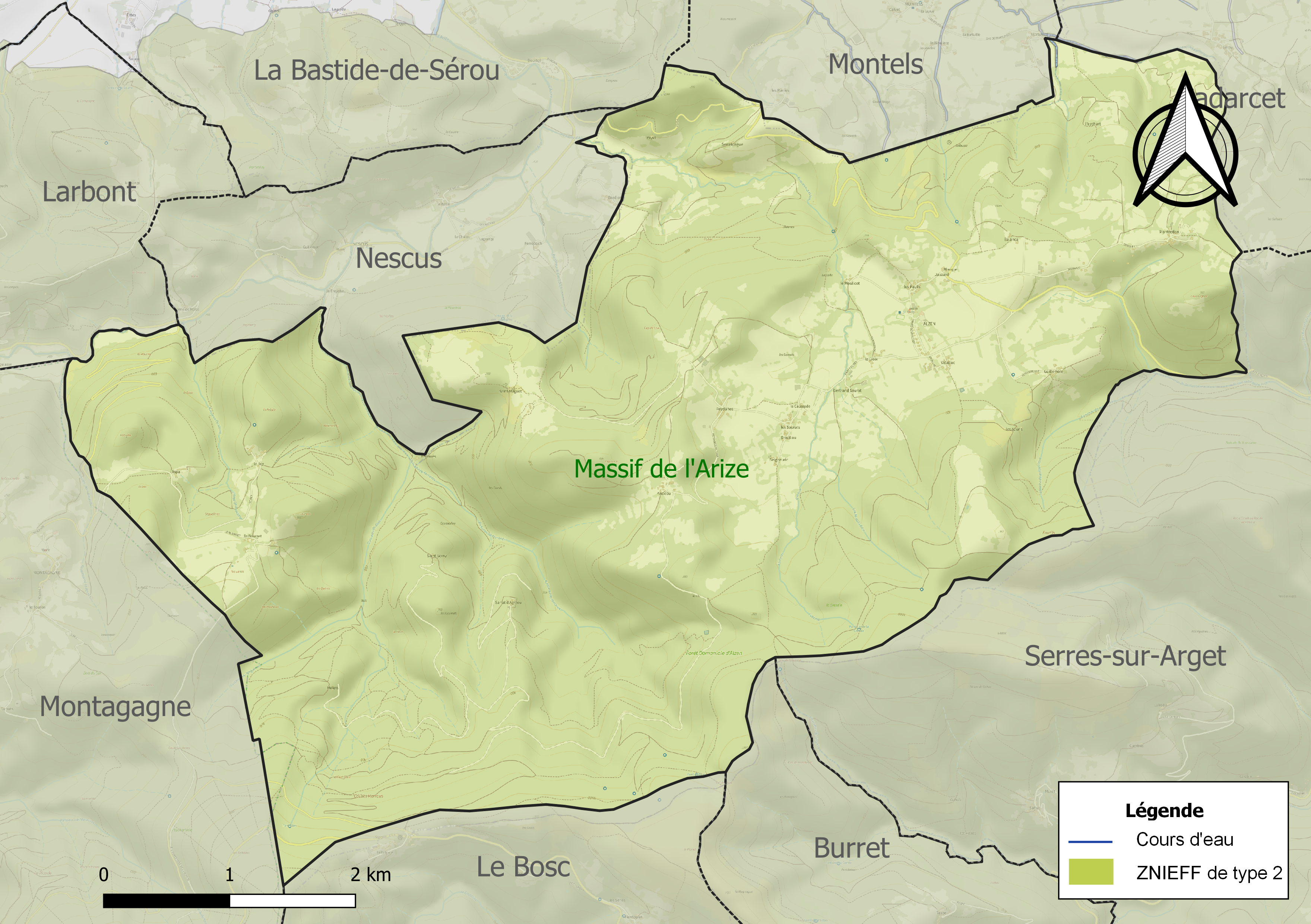
Carte de la ZNIEFF de type 2 sur la commune.

## Urbanisme

### Typologie
Au 1er janvier 2024, Alzen est catégorisée commune rurale à habitat dispersé, selon la nouvelle grille communale de densité à 7 niveaux définie par l'Insee en 2022.
Elle est située hors unité urbaine. Par ailleurs la commune fait partie de l'aire d'attraction de Foix, dont elle est une commune de la couronne,. Cette aire, qui regroupe 38 communes, est catégorisée dans les aires de moins de 50 000 habitants,.

### Occupation des sols

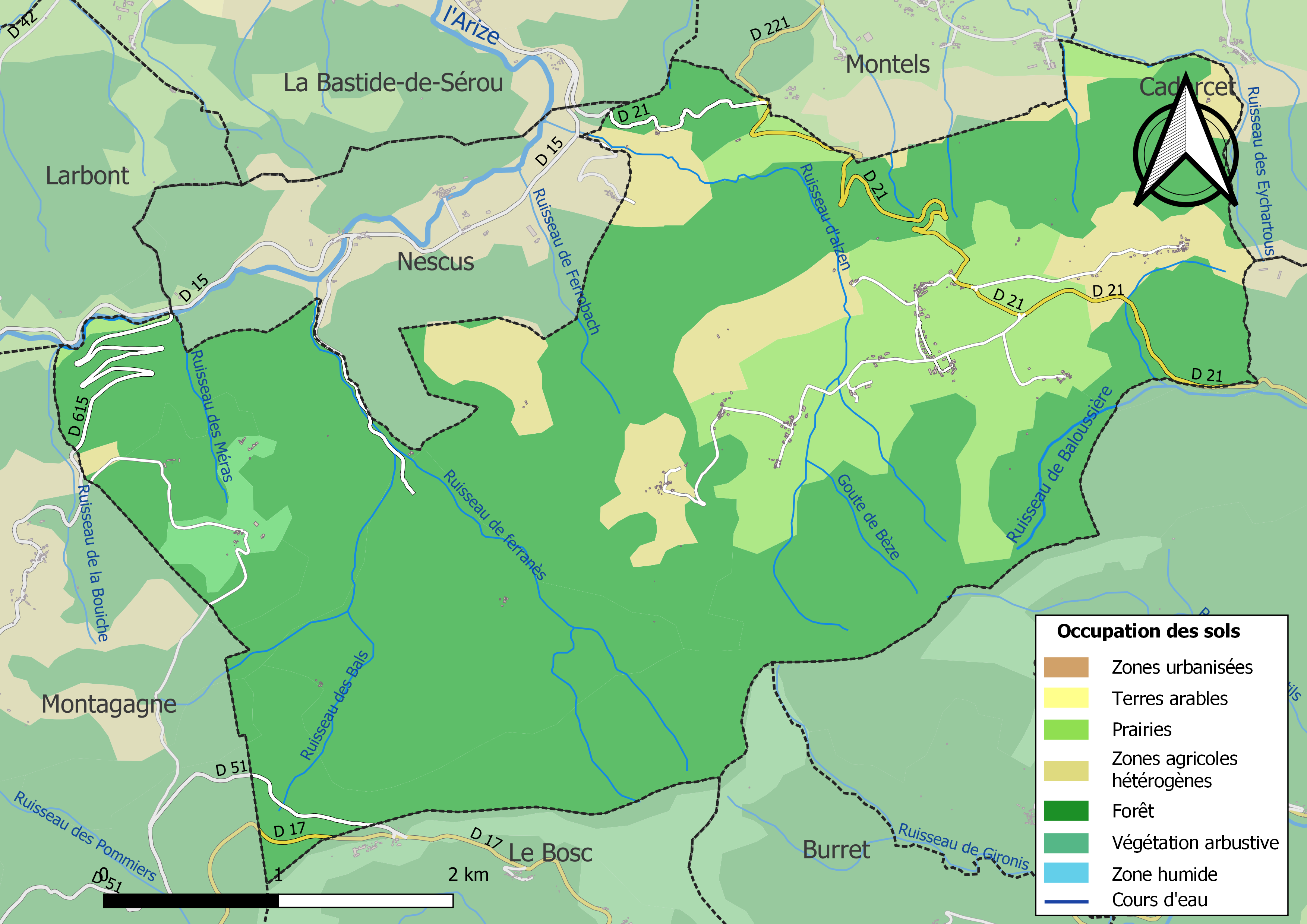
Carte des infrastructures et de l'occupation des sols de la commune en 2018 (CLC).

L'occupation des sols de la commune, telle qu'elle ressort de la base de données européenne d’occupation biophysique des sols Corine Land Cover (CLC), est marquée par l'importance des forêts et milieux semi-naturels (75,3 % en 2018), une proportion sensiblement équivalente à celle de 1990 (76,1 %). La répartition détaillée en 2018 est la suivante : 
forêts (73,5 %), prairies (14,5 %), zones agricoles hétérogènes (10,2 %), milieux à végétation arbustive et/ou herbacée (1,8 %). L'évolution de l’occupation des sols de la commune et de ses infrastructures peut être observée sur les différentes représentations cartographiques du territoire : la carte de Cassini (XVIIIe siècle), la carte d'état-major (1820-1866) et les cartes ou photos aériennes de l'IGN pour la période actuelle (1950 à aujourd'hui).

### Habitat et logement
En 2018, le nombre total de logements dans la commune était de 171, alors qu'il était de 160 en 2013 et de 137 en 2008.
Parmi ces logements, 61,5 % étaient des résidences principales, 31,2 % des résidences secondaires et 7,3 % des logements vacants. Ces logements étaient pour 96,3 % d'entre eux des maisons individuelles et pour 3,1 % des appartements.
Le tableau ci-dessous présente la typologie des logements à Alzen en 2018 en comparaison avec celle de l'Ariège et de la France entière. Une caractéristique marquante du parc de logements est ainsi une proportion de résidences secondaires et logements occasionnels (31,2 %) supérieure à celle du département (24,6 %) et à celle de la France entière (9,7 %). Concernant le statut d'occupation de ces logements, 55,6 % des habitants de la commune sont propriétaires de leur logement (59,1 % en 2013), contre 66,3 % pour l'Ariège et 57,5 % pour la France entière.
| Typologie                                               | Alzen | Ariège | France entière |
| ------------------------------------------------------- | ----- | ------ | -------------- |
| Résidences principales (en %)                           | 61,5  | 65,7   | 82,1           |
| Résidences secondaires et logements occasionnels (en %) | 31,2  | 24,6   | 9,7            |
| Logements vacants (en %)                                | 7,3   | 9,7    | 8,2            |

### Risques majeurs
Le territoire de la commune d'Alzen est vulnérable à différents aléas naturels : inondations, climatiques (grand froid ou canicule), feux de forêts, mouvements de terrains et séisme (sismicité modérée). Il est également exposé à un risque particulier, le risque radon,.

#### Risques naturels

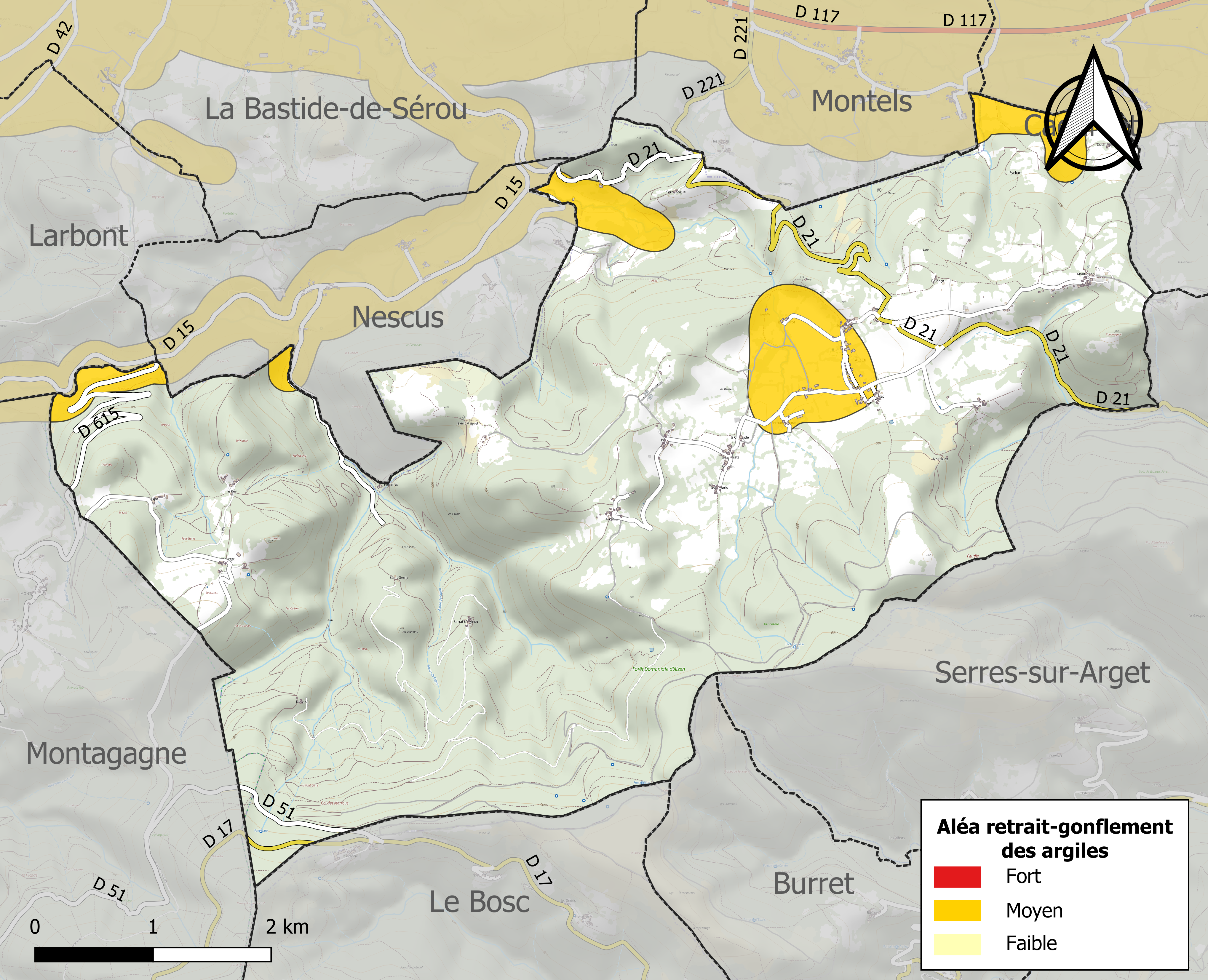
Zonage de l'aléa retrait-gonflement des argiles sur la commune d'Alzen.

Certaines parties du territoire communal sont susceptibles d’être affectées par le risque d’inondation par crue torrentielle d'un cours d'eau, ou ruissellement d'un versant.
Les mouvements de terrains susceptibles de se produire sur la commune sont soit des chutes de blocs, soit des glissements de terrains, soit des effondrements liés à des cavités souterraines, soit des mouvements liés au retrait-gonflement des argiles. Près de 50 % de la superficie de l’Ariège est concernée par l'aléa retrait-gonflement des argiles, dont la commune d'Alzen. L'inventaire national des cavités souterraines permet par ailleurs de localiser celles situées sur la commune.

#### Risque particulier
Dans plusieurs parties du territoire national, le radon, accumulé dans certains logements ou autres locaux, peut constituer une source significative d’exposition de la population aux rayonnements ionisants. Toutes les communes du département sont concernées par le risque radon à un niveau plus ou moins élevé. Selon la classification de 2018, la commune d'Alzen est classée en zone 3, à savoir zone à potentiel radon significatif.

## Toponymie
Attestée sous les formes Alsen en 1068, Alzenh en 1272, Alzenio en 1309, Alzein en 1793, Alzen en 1801[réf. nécessaire].

## Histoire
Jusqu'à la Révolution française, le territoire de la paroisse d'Alzen (Alzein) avec ceux de Montels, de Nescus, de Larbont et de Sentenac-de-Sérou (Sentenac) formaient une enclave du diocèse de Rieux (Rieux-Volvestre) et du Languedoc dans le comté de Foix. Voir cartes de Cassini.
Le territoire, avec le château, fit longtemps partie des possessions du comte de Toulouse. En 1167, Raymond VI, comte de Toulouse, donna cet ensemble en fief à Roger-Bernard Ier comte de Foix. En 1243, l'hommage pour ce fief au comte de Toulouse fut fait par Bernard-Amiel, seigneur de Pailhès. En 1244, l'hommage fut renouvelé par Sans de Rabat à Roger, comte de Foix. Les détails historiques de ce fief disparu sont relatés par R. Rumeau, instituteur, dans sa Notice historique sur les 20 cantons de l'Ariège éditée en 1881. Le 26 juillet 1309, Raymond de Durfort, seigneur d'Alzen, accorda une charte de coutumes aux habitants d'Alzen. Le texte latin et sa traduction en français a été publié par R. Rumeau dans un bulletin de la Société Ariégeoise des Sciences, Lettres et Arts (1912, vol. 13, pages 197 à 218). Ce seigneur, précurseur de pratiques actuelles, offrait le terrain nécessaire pour construire une maison et tracer un jardin sur les terres libres de son domaine d'Alzen à de nouveaux arrivants (voir la charte précitée, page 199), dans le but évident d'augmenter l'importance démographique de la baronnie d'Alzen.
La consultation du dictionnaire de la noblesse du Languedoc indique « Jean de Pradines, seigneur de Barsa et Saint Esteffe (évêché de Mirepoix, les terres seigneuriales se trouvant dans l'Aude actuelle) mousquetaire, puis capitaine, gouverneur du château par provision du 10 mai 1688 ». Le démembrement du château est donc postérieur à cette date. Son père avait déjà ce titre de gouverneur et en avait rendu hommage à la reine Marguerite de Navarre (même source).
Une note archéologique sur le château et ses fortifications a été réalisée en 2014, illustrée de plans et de photographies.
Le code forestier voté en 1827 (loi du 27 mai) déclenchera dès 1828 de très fortes protestations, puis devant le zèle des gardes forestiers, une vraie révolte connue sous le nom de "Guerre des demoiselles" à laquelle participeront également les habitants d'Alzen. Des ordonnances ministérielles du 23 février 1831 et du 27 mai 1831 restaurent le droit de pacage et suppriment, pour l’Ariège, toutes les dispositions du code forestier de 1827. Une amnistie générale est accordée, les condamnés sont libérés et les poursuites judiciaires sont arrêtées. Des évènements sporadiques, repris sous le même vocable de Guerre des demoiselles agiteront encore l'Ariège jusqu'en 1872.
En 1854, l'épidémie de choléra que subit la France fut particulièrement sévère à Alzen (176 décès pour 855 habitants) comme en quelques points du département, tel le canton des Cabannes. Déjà au cours de l'été, une importante sécheresse avait mis à mal les cultures et fragilisé la population.
La commune a perdu 30 habitants, morts pour la France, lors de la guerre 1914-1918 soit environ 5 % de sa population d'alors.

## Politique et administration

### Découpage territorial
La commune d'Alzen est membre de la communauté de communes Couserans-Pyrénées, un établissement public de coopération intercommunale (EPCI) à fiscalité propre créé le 18 novembre 2016 dont le siège est à Saint-Lizier. Ce dernier est par ailleurs membre d'autres groupements intercommunaux.
Sur le plan administratif, elle est rattachée à l'arrondissement de Saint-Girons, au département de l'Ariège, en tant que circonscription administrative de l'État, et à la région Occitanie.
Sur le plan électoral, elle dépend du canton du Couserans Est pour l'élection des conseillers départementaux, depuis le redécoupage cantonal de 2014 entré en vigueur en 2015, et de la première circonscription de l'Ariège  pour les élections législatives, depuis le redécoupage électoral de 1986.

### Liste des maires
| Période                                  | Période          | Identité        | Étiquette | Qualité |
| ---------------------------------------- | ---------------- | --------------- | --------- | --- |
| mars 1989                                | 31 décembre 2018 | André Rouch     | PS        | Retraité de l'enseignement Conseiller général (canton de La Bastide-de-Sérou) (1998-2015) puis départemental (canton du Couserans Est (2015-2018) décédé en fonctions |
| 2019                                     | En cours         | Christian Gabet |           | Agriculteur |
| Les données manquantes sont à compléter. |                  |                 |           | |

Depuis le 1er janvier 2017, Alzen est rattachée à la communauté de communes Couserans - Pyrénées qui regroupe 94 communes et près de 30 000 habitants.

## Population et société

### Démographie
L'évolution du nombre d'habitants est connue à travers les recensements de la population effectués dans la commune depuis 1793. Pour les communes de moins de 10 000 habitants, une enquête de recensement portant sur toute la population est réalisée tous les cinq ans, les populations de référence des années intermédiaires étant quant à elles estimées par interpolation ou extrapolation. Pour la commune, le premier recensement exhaustif entrant dans le cadre du nouveau dispositif a été réalisé en 2006.

En 2022, la commune comptait 265 habitants, en évolution de +6 % par rapport à 2016 (Ariège : +1,48 %, France hors Mayotte : +2,11 %).
| 1793 | 1800 | 1806 | 1821 | 1831 | 1836 | 1841 | 1846 | 1851 |
| ---- | ---- | ---- | ---- | ---- | ---- | ---- | ---- | ---- |
| 665  | 596  | 597  | 907  | 934  | 920  | 882  | 904  | 855  |

| 1856 | 1861 | 1866 | 1872 | 1876 | 1881 | 1886 | 1891 | 1896 |
| ---- | ---- | ---- | ---- | ---- | ---- | ---- | ---- | ---- |
| 689  | 802  | 846  | 790  | 813  | 778  | 768  | 736  | 691  |

| 1901 | 1906 | 1911 | 1921 | 1926 | 1931 | 1936 | 1946 | 1954 |
| ---- | ---- | ---- | ---- | ---- | ---- | ---- | ---- | ---- |
| 690  | 646  | 598  | 473  | 428  | 390  | 370  | 305  | 242  |

| 1962 | 1968 | 1975 | 1982 | 1990 | 1999 | 2006 | 2011 | 2016 |
| ---- | ---- | ---- | ---- | ---- | ---- | ---- | ---- | ---- |
| 124  | 83   | 63   | 81   | 113  | 163  | 206  | 226  | 250  |

| 2021 | 2022 | - | - | - | - | - | - | - |
| ---- | ---- | - | - | - | - | - | - | - |
| 266  | 265  | - | - | - | - | - | - | - |

### Enseignement
Alzen compte une école primaire publique.

## Économie
Alzen reçoit le siège du parc naturel régional des Pyrénées ariégeoises.

## Culture locale et patrimoine

### Lieux et monuments
- La chapelle Sainte-Croix d'Alzen date du Xe siècle, elle a été détruite en 1694 puis reconstruite au XVIIIe siècle sur l'emplacement d'un très ancien château fort à vocation purement militaire, déjà totalement démantelé lors de la reconstruction[31]. Le site offre un beau panorama. Une pierre sculptée représentant une fleur de lys est incorporée au pignon. Sans doute est-ce un remploi de pierre du château dont le vestige le plus visible est le soubassement de la tour, situé quelques mètres derrière la chapelle[44]. La façade et la toiture sont inscrites à l'inventaire des monuments historiques depuis 1995[45],[44]

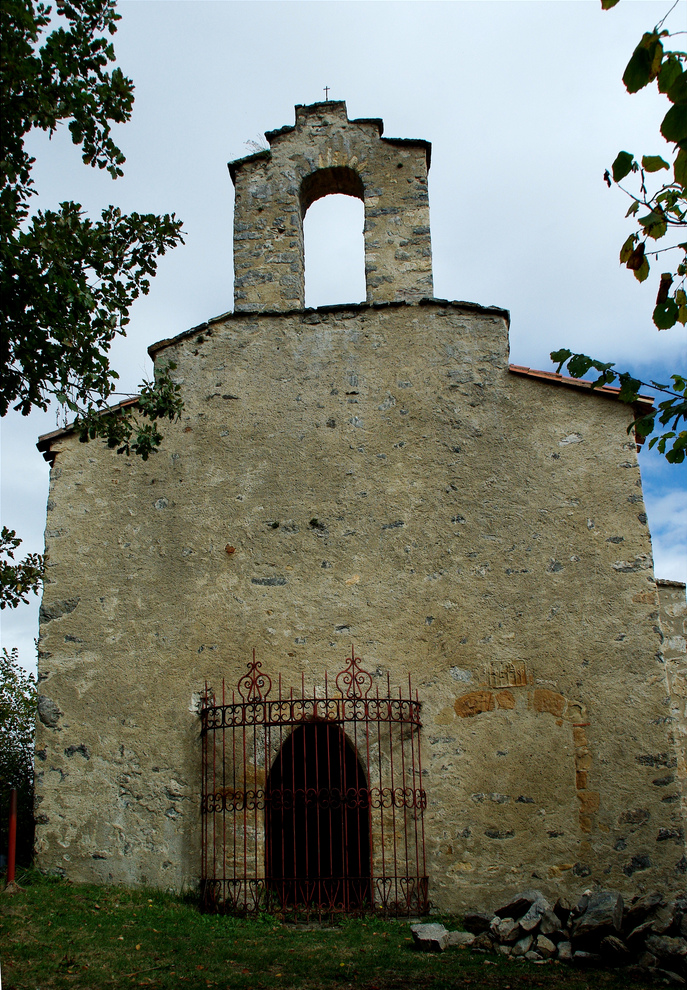
Chapelle Sainte-Croix.
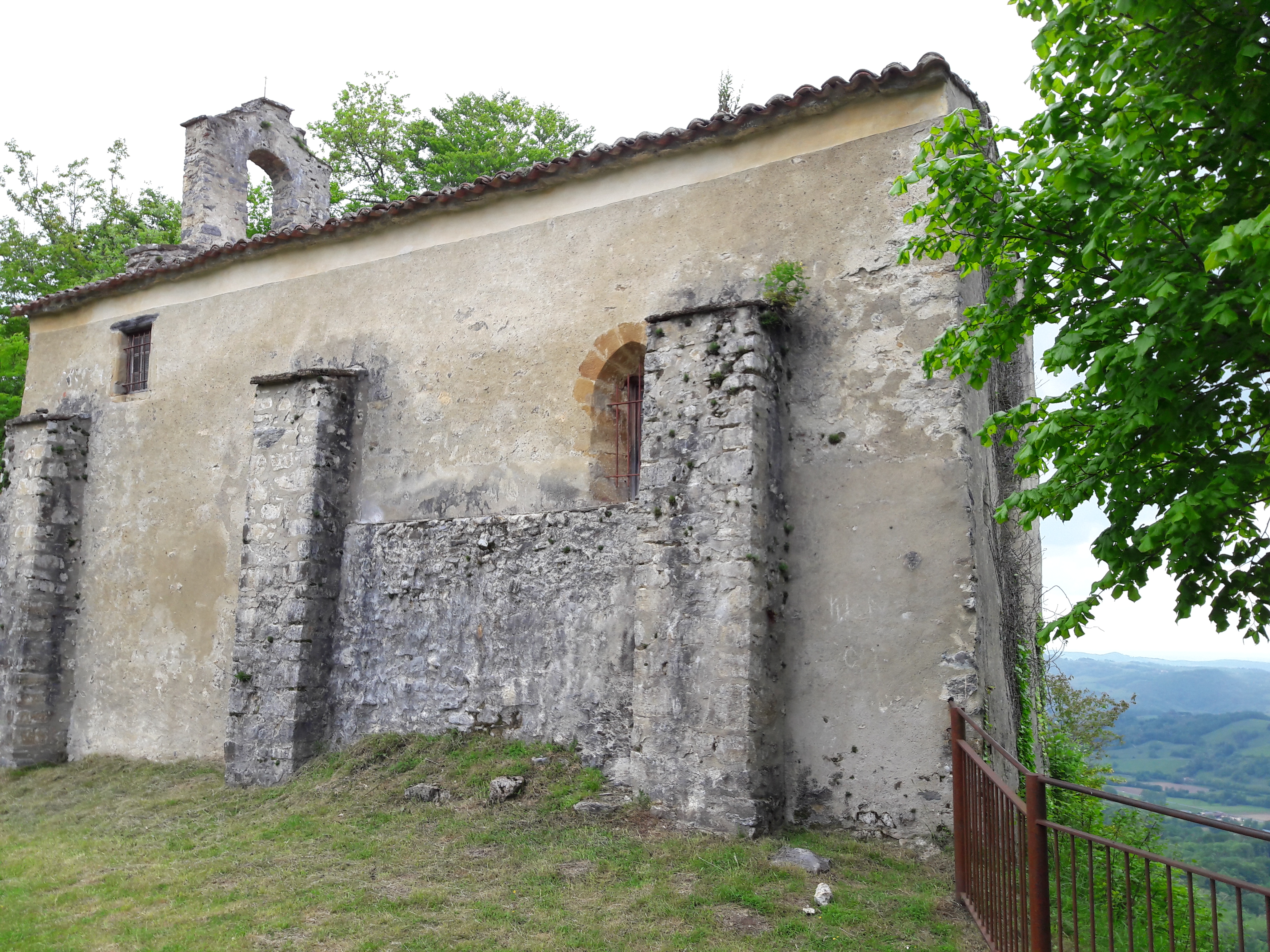
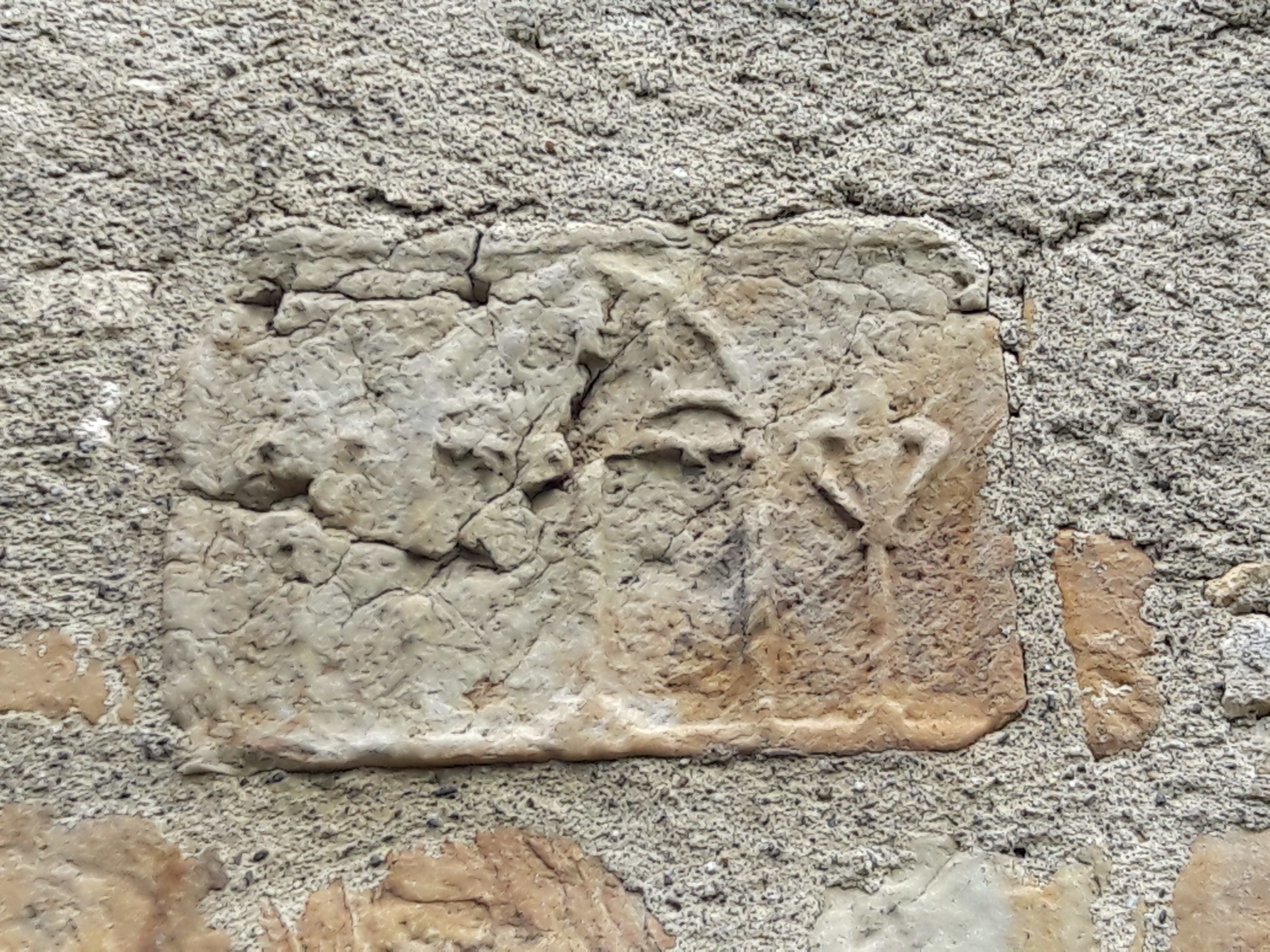
Fleur de lys incorporée au pignon de la chapelle Sainte-Croix.

- Église de l'Exaltation-de-la-Sainte-Croix d'Alzen.
- Lavoir des Paulis. Utilisé chaque mois par les Alzenois pour laver le linge jusqu'en 1960, il a été restauré en 2000.
- La cascade d'Alzen[46], site naturel à découvrir à pied (sentier de 200 mètres à partir de la route menant au village à partir de la D 117 permettant l'accès à la cascade de plus de 40 mètres) où se pratique du canyoning avec rappel[47].
- Ancienne mine de Lina (plomb, cuivre, argent).

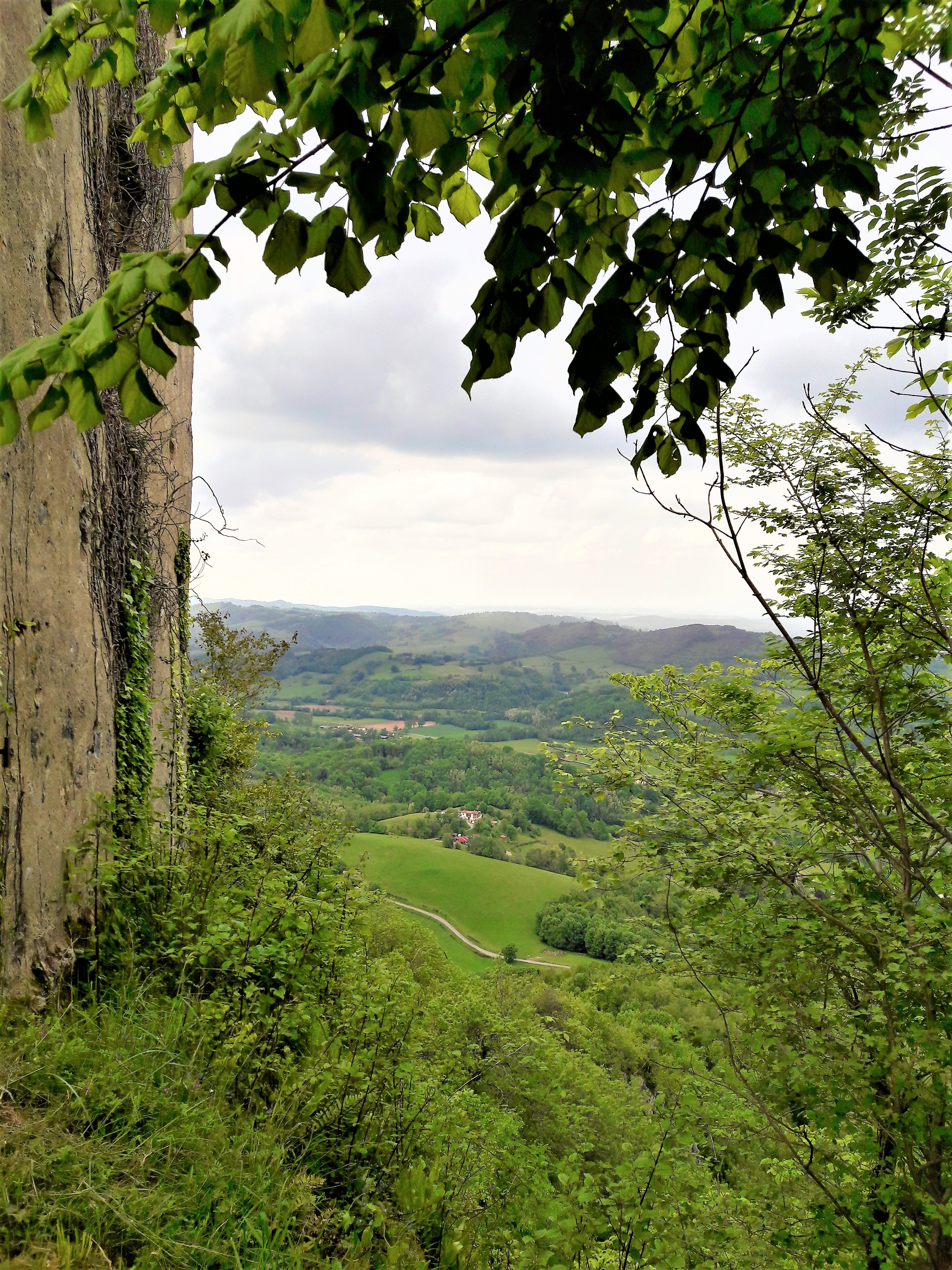
Vue depuis la chapelle Sainte-Croix.
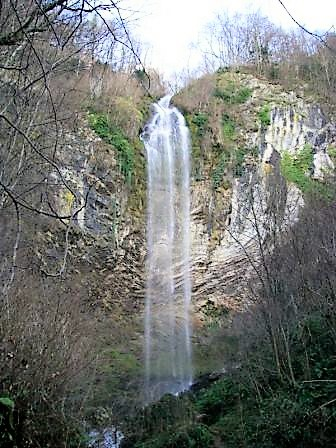
Cascade d'Alzen
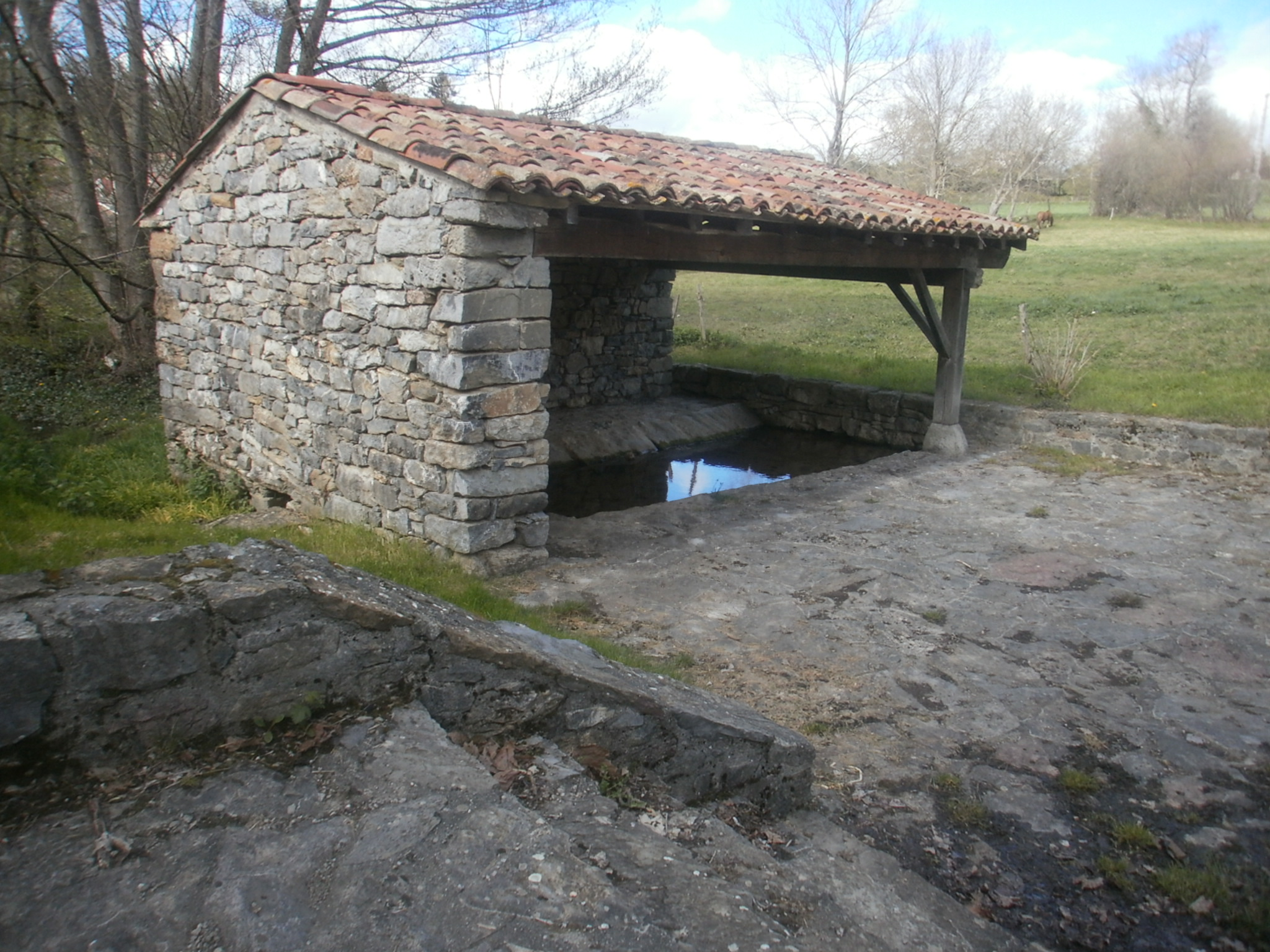
Lavoir situé au centre du village. Utilisé jusque dans les années 60, puis tombé en ruine, il a finalement été restauré en 2000.

### Vie culturelle et festivités
- L'écomusée d'Alzen[48] présente une ferme traditionnelle qui constitue un modèle d’avenir avec notamment des races locales préservées (vaches castas, brebis castillonnaises..), un jardin avec des légumes rares. Expositions, restaurant et animations.
- Festib'Alzen[49] : festival organisé chaque année en mai ou juin (musiques, danses, etc.) depuis 1996.

### Personnalités liées à la commune
- Noël Brousse né le 13 août 1943 à Alzen. Finaliste du championnat de France de rugby en 1969 avec le Stade Toulousain. Il a joué à Toulouse et Revel. Pilier (1,78 m - 98 kg).

## Pour approfondir